# Kūneh
Kūneh (persiska: كابُنِه, كابِنِه, Kānīyeh, كانيِّه, کونه) är en ort i Iran.   Den ligger i provinsen Hormozgan, i den södra delen av landet, 1 000 km söder om huvudstaden Teheran. Kūneh ligger 154 meter över havet och antalet invånare är 346.
Terrängen runt Kūneh är varierad. Runt Kūneh är det glesbefolkat, med 11 invånare per kvadratkilometer. Närmaste större samhälle är Konjī, 18,9 km norr om Kūneh. Trakten runt Kūneh är ofruktbar med lite eller ingen växtlighet.